# Olallamys albicauda
Olallamys albicauda és una espècie de mamífer rosegador de la família de les rates espinoses. És endèmica del nord-oest de Colòmbia, a altituds d'entre 2.800 i 3.200 msnm. El seu hàbitat natural són els boscos de bambú i montans. Està amenaçada per la desforestació. La guineu menjacrancs és un dels seus depredadors.